# Estación de Pitiegua
Pitiegua es un apeadero ferroviario situado en el municipio español de Pitiegua en la provincia de Salamanca, comunidad autónoma de Castilla y León. Cuenta con servicios de Media Distancia operados por Renfe.

## Situación ferroviaria
La estación se encuentra en el punto kilométrico 58,640 de la línea férrea de ancho ibérico que une Medina del Campo con la localidad portuguesa de Vilar Formoso, en su sección entre Medina del Campo y Salamanca, entre las estaciones de El Pedroso de la Armuña y Gomecello.

## Historia
La estación fue abierta al tráfico el 26 de agosto de 1877 con la apertura del tramo El Pedroso-Salamanca de la línea que pretendía unir Medina del Campo con Salamanca. Su construcción fue obra de la Compañía del Ferrocarril de Medina del Campo a Salamanca. En 1928, la estación pasó a depender de la Compañía Nacional de los Ferrocarriles del Oeste de España. Dicha situación se mantuvo hasta que en 1941 Oeste se integró en la recién creada RENFE.
Desde el 31 de diciembre de 2004 Renfe Operadora explota la línea mientras que Adif es la titular de las instalaciones ferroviarias.

## La estación
Se encuentra al norte del municipio, algo alejada del mismo. Sus infraestructuras se limitan a un refugio para viajeros y a un andén lateral al que accede la vía principal. 

## Servicios ferroviarios

### Media Distancia
Los trenes de Media Distancia que unen Palencia y Valladolid con Salamanca tienen parada en la estación. La frecuencia diaria es de un tren con destino Palencia, uno con destino Valladolid y uno con destino Salamanca. 
| Línea MD | Servicio        | Origen/Destino          | Paradas intermedias | Destino/Origen          |
| -------- | --------------- | ----------------------- | --- | ----------------------- |
| 19       | MD              | Salamanca               | Moriscos · Gomecello · Pitiegua · El Pedroso de la Armuña · Cantalapiedra · Fresno el Viejo · El Carpio · Medina del Campo · Pozaldez · Matapozuelos · Valdestillas · Viana de Cega · Valladolid-Campo Grande · Valladolid-Universidad · Venta de Baños | Palencia                |
| 19       | Regional Exprés | Salamanca               | Gomecello · Pitiegua · El Pedroso de la Armuña · Cantalapiedra · Fresno el Viejo · El Carpio · Campillo · Medina del Campo · Pozaldez · Matapozuelos · Valdestillas · Viana de Cega                                                                     | Valladolid-Campo Grande |
| 19       | Regional Exprés | Valladolid-Campo Grande | Viana de Cega · Valdestillas · Matapozuelos · Pozaldez · Medina del Campo · El Carpio · Fresno el Viejo · Cantalapiedra · El Pedroso de la Armuña · Pitiegua · Gomecello · Moriscos · Salamanca                                                         | Salamanca-La Alamedilla |